# Dieudonné-Stanislas M’Bangot
Dieudonné-Stanislas M’Bangot är politiker i Centralafrikanska republiken. Han är ledare för partiet MESAN-Boganda och var medlem av det nationella övergångsråd som Bozizé upprättat efter sitt maktövertagande i mars 2003. Efter valet i början av 2005 blev han minister med ansvar för regeringens generalsekretariat och relationerna med parlamentet. Han lämnade av oklara skäl regeringen i januari 2006 för andra uppgifter inom presidentens administration och efterträddes av den tidigare utrikesministern Laurent Ngon-Baba.